# Захоплення Адена (1548)
Захоплення Адена в 1548 році — захоплення стратегічного порту на вході до Червоного моря османським флотом на чолі з адміралом Пірі-реїсом, що відбулось 26 лютого 1548 р., під час другої експедиції османського флоту в Індійському океані.

## Передумови
Османський флот вперше захопив контроль над Аденом в 1538 році, під час першої експедиції в Індійський океан, організованої султаном Сулейманом Пишним. Тоді османський флот на чолі з адміралом Хадимом Сулейман-пашею зазнав невдачі під час облоги португальського Діу у вересні 1538 року, але на зворотному шляху османам вдалось захопити Аден, що стратегічно розташований на вході до Червоного моря. Османи укріпили місто і залишили в ньому 100 гармат.

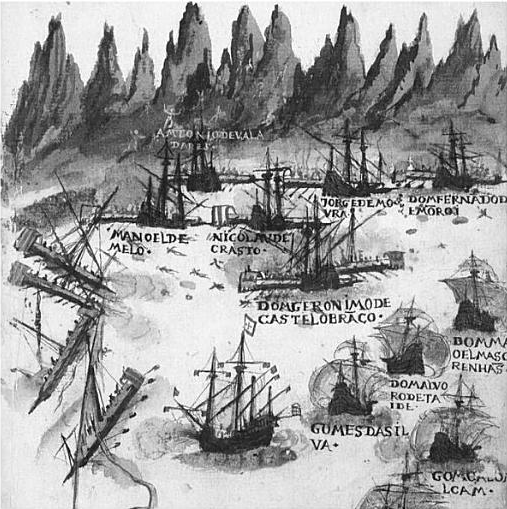
Битва між португальською і османською флотиліями в Індійському океані

Захоплення Адена забезпечило османам контроль над входом до Червоного моря і створило зручну базу для організації нападів на португальські володіння на узбережжі Індійського океану. Використовуючи Аден як опорну базу, Сулейман-паші вдалося також захопити Сану і взяти під контроль решту території Ємену.
У 1547 році в Ємені почалось повстання місцевого населення., що протягом століть будуть турбувати Османську імперію. Арабський шейх, на ім'я Алі бін Сулейман ель-Тавлакі захопив Аден і відправив повідомлення португальцям в Ормузі з проханням надання військової підтримки для захисту міста. Португальці відгукнулись і встановили над містом власний протекторат. В результаті контролю над Аденом португальський флот отримав доступ до Червоного моря і навіть тимчасово взяв в облогу Джидду (в сучасній Саудівській Аравії). Падіння Джидди відкривало б португальцям прямий доступ до священних мусульманських міст Мекки і Медини, що завдало б непоправного удару по авторитету та престижу Османської імперії, яка нещодавно взяла ці святині під свій контроль.
З метою відновлення османської влади в Червоному морі та в Ємені, османами в цьому ж році було організовано другу індійську експедицію османського флоту. Керівником експедиції Сулейман Пишний призначив досвідченого адмірала Пірі-реїса, який брав участь ще в переможних для османського флоту битвах при Дзонкйо і Модоні під час Другої османсько-венеційської війни 1499—1503 років та в захопленні Родосу в 1522 році. На момент початку компанії Пірі-реїсу було близько 85 років.

## Битва

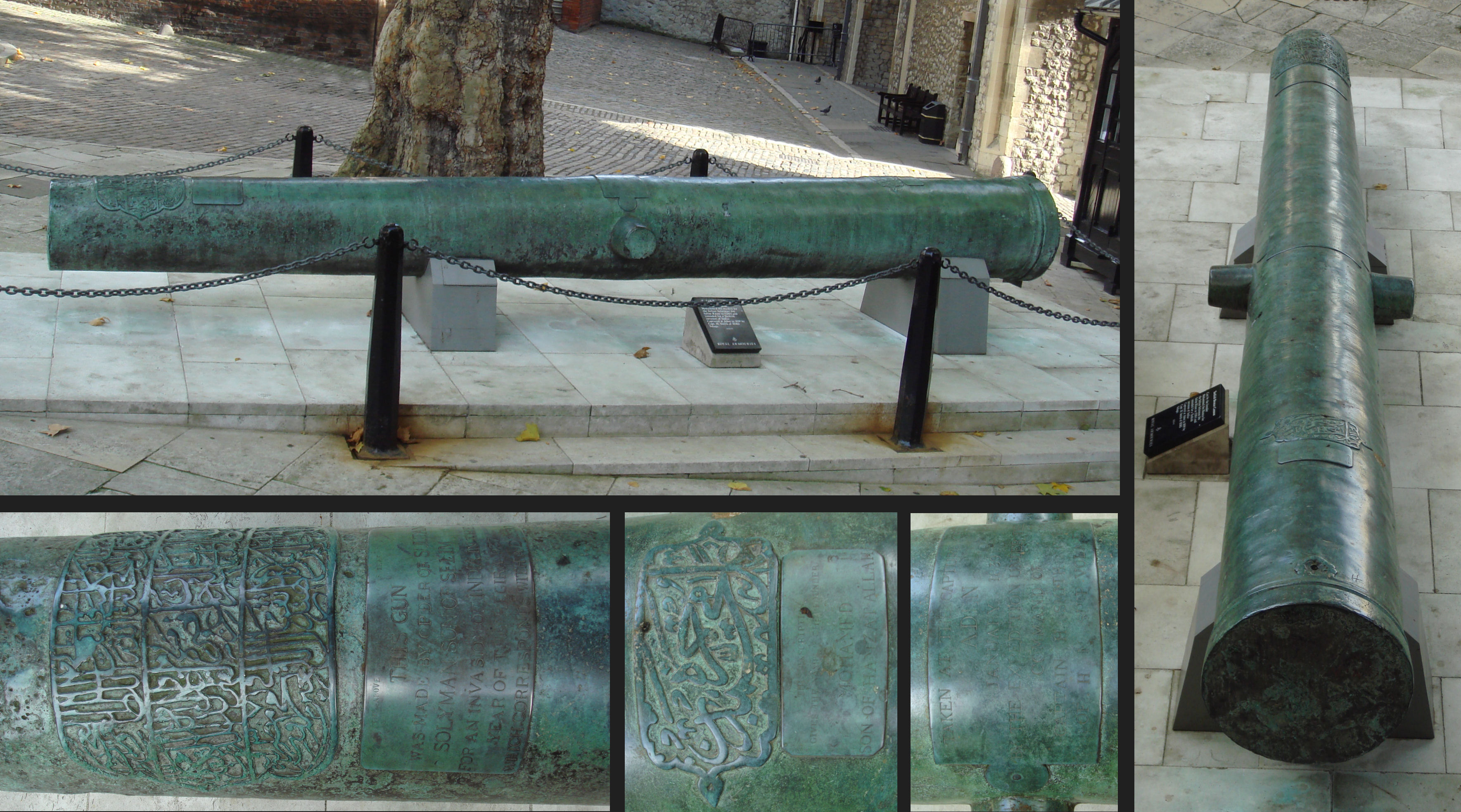
Аденська гармата Хадима Сулейман-паші, відлита Мохаммедом ібн Хамзою в 1530–31 рр. для індійської експедиції османського флоту. Перевезена після захоплення Адена в 1839 році Генрі Смітом з HMS Volage до Лондонського Тауера.

Османський флот у складі 60 кораблів прибув до Адену 15 листопада 1547 року. Опір османам очолював сам Алі бін Сулейман аль-Тавлакі. Після його загибелі керівництво захистом Адена перейшло до його сина Мохаммеда, який продовжував чинити опір до прибуття 19 січня 1548 р. з Індії невеликого португальського флоту з трьох кораблів. Однак Пірі-реїс змусив португальський флот відступити до Сайли, де османам вдалось спалити усі португальські кораблі та захопити 120 моряків в полон. Аден, що залишився без португальської допомоги, капітулював 26 лютого 1548 р..

## Наслідки
Внаслідок захоплення Адена османам вдалось відновити контроль над Червоним морем і забезпечити важливі міста Аравійського півострова — Джидду, Мекку та Медину від ризику подальших португальських нападів.
В 1552 році османський флот під керівництвом Пірі-реїса продовжив розвивати успіх і захопив місто Маскат на узбережжі Оману і зруйнував португальський форт, що охороняв місто. Але згодом португальцям вдалось відбити напад османів на Ормуз, що стало переломним моментом цієї компанії. Після невдалої облоги Ормуза, Пірі-реїс змушений був відвести османський флот в Перську затоку і залишити кораблі в Басрі. Це рішення коштувало йому життя, оскільки після повернення до Єгипту його було заарештовано і страчено за наказом зі Стамбула.
Відсутність контролю над Аденом назавжди залишилось Ахіллесовою п'ятою португальського плану з контролю над торгівлею прянощами в усьому Індійському океані, розробленому ще на початку XVI ст. королем Мануелом I і Афонсу де Албукеркі. Альтернативою португальському морському шляху навколо Африки залишалась можливість доставляти прянощі з Південної та Південно-Східної Азії в середземноморський регіон через Червоне море, що через відсутність контролю над Аденом залишилось поза контролем португальців.